# Ruta departamental AP-109
La Ruta departamental AP-109 es una carretera peruana que recorre las Aymaraes y Antabamba. La carretera recorre los distritos de Caraybamba, Juan Espinoza Medrano y Antabamba. Tiene una longitud de 100.8 km.

## Recorrido
Su recorrido se distribuye de la manera siguiente: Emp. PE-30 A (Dv. Caraybamba) - Caraybamba - Yanaquilca - Mollebamba -
Abra Kcoello - Emp. AP-108 (Antabamba).